# Piet van Reen
Peter (Piet) van Reen (Haarlem, 1901 - 1978) was een Nederlands tekenaar en de achterneef van Piet Slager sr., bekend van het Slager Museum. Van Reen is vooral bekend geworden door enkele antifascistische tekeningen in het interbellum tussen de twee wereldoorlogen. Het Oorlog Verzetsmuseum te Rotterdam beschikt over een uitgebreid aantal van deze tekeningen. Van Reen tekende onder andere voor Het Volk, De Notenkraker en Vrijheid, Arbeid, Brood.
Zijn tekening in Het Volk van 15 februari 1936 leidde, onder druk van de Duitsers, tot dagvaarding van de hoofdredacteur Johan Frederik Ankersmit in verband met belediging van een bevriend staatshoofd. De tekening toont Hitler die naar aanleiding van de koptekst “Nazi Gustloff in Zwitserland vermoord” zweert “Wij, brave nazi’s, hebben nog nimmer een politiek tegenstander vermoord”. In eerste instantie werd Ankersmit veroordeeld tot een boete van 150 gulden maar in hoger beroep werd hij vrijgesproken. Na de capitulatie verbrandde Van Reen zijn politieke tekeningen.
Peter van Reen was een leerling van Richard Roland Holst en heeft naast tekeningen ook gewerkt aan monumentale kunst, waaronder muurschilderingen, glas-in-loodramen en mozaïeken. Twee voorbeelden betreffen een mozaiek in de aula van het Amsterdams Lyceum en het glas-in-loodraam "Zich laven aan de bron der wetenschap, het onderzoek van het kleine en van het grote" in de Universiteitsbibliotheek van Amsterdam.
- International Standard Name Identifier: 0000 0003 9002 899X
- Nederlandse Thesaurus van Auteursnamen: 218171072
- RKD-Nederlands Instituut voor Kunstgeschiedenis: 65936
- Virtual International Authority File: 283440617
- WorldCat: E39PBJkXwG8VwPjdghr6xJfDv3